# Скорушу (Горж)
Скорушу (рум. Scorușu) насеље је у Румунији у округу Горж у општини Бораску. Oпштина се налази на надморској висини од 165 m.

## Становништво
Према подацима из 2002. године у насељу је живело 255 становника, од којих су сви румунске националности.